# Ильичёвское сельское поселение (Советский район)
Ильичёвское се́льское поселе́ние (укр. Іллічівське сільське поселення, крымскотат. Qıyanlı köy yurtu, Къыянлы кой юрту) — муниципальное образование в юго-восточной части Советского района Республики Крым России.
Площадь территории — 85,35 км², население — 2288 (2021)
Административный центр — село Ильичёво.

## География
Расположено на востоке Советского района Крыма, в степном Крыму, у границы с Кировским районом, в низовьях рек Мокрый Индол и Сухой Индол, протяжённость территории совета 13 км с севера на юг и 11 км с востока на запад.

## Население
| 2001  | 2014  | 2015  | 2016  | 2017  | 2018  | 2019  |
| ----- | ----- | ----- | ----- | ----- | ----- | ----- |
| 3083  | ↘2465 | ↗2467 | ↘2454 | ↘2436 | ↗2437 | ↘2406 |
| 2020  | 2021  |       |       |       |       |       |
| ↘2403 | ↘2288 |       |       |       |       |       |

## Состав
| № | Населённый пункт | Тип населённого пункта       | Население |
| - | ---------------- | ---------------------------- | --------- |
| 1 | Восточное        | село                         | ↘592      |
| 2 | Георгиевка       | село                         | →0        |
| 3 | Дятловка         | село                         | ↘6        |
| 4 | Ильичёво         | село, административный центр | ↘938      |
| 5 | Надежда          | село                         | ↘466      |
| 6 | Речное           | село                         | ↘0        |
| 7 | Шахтино          | село                         | ↘463      |

## История
В 1954 году был образован Ильичёвский сельский совет путём слияния Восточненского и Шахтинского советов. 
Указом Президиума Верховного Совета УССР «Об укрупнении сельских районов Крымской области», от 30 декабря 1962 года Советский район был упразднён и сельсовет присоединили к Нижнегорскому. 
8 декабря 1966 года Советский район был восстановлен и совет вновь включили в его состав. 
Статус и границы Ильичёвского сельского поселения установлены Законом Республики Крым от 5 июня 2014 года № 15-ЗРК «Об установлении границ муниципальных образований и статусе муниципальных образований в Республике Крым».